# Raymond II Trencavel
Raymond II Trencavel (ook gespeld Raimond; Carcassonne, 1207 - 1267) was de laatste burggraaf van Carcassonne en was een van de belangrijkste edelen die zich verzette tijdens de Albigenzische Kruistocht.

## Biografie
Raymond was slechts twee jaar oud toen zijn vader Raimond-Roger Trencavel in gevangenschap aan dysenterie overleed. Hij zou automatisch zijn vaders gebieden geërfd hebben, maar deze gebieden werden toegekend aan Simon van Montfort. Zijn moeder Agnes trad de jaren daarna op als voogd. Na het beleg van Minerve werden ook zijn laatste gebieden aan de kruisvaarders toegekend, hoewel zijn leenheer Peter II van Aragon hier tegen was.
Toen er in 1224 een opstand uitbrak tegen Amalrik IV van Montfort werd Carcassonne heroverd door Roger Bernard II van Foix en Raymond VII van Toulouse. De stad en het graafschap werden meteen toegekend aan Raymond. Hij herstelde meteen de veranderingen die de Montforts tijdens hun heerschappij hadden ingesteld. Echter, in 1226 werd Raymond verdreven uit de stad. Zijn verlies was echter minder dan de vorige keer en hij behield zijn titel van burggraaf tot 1227.
Daarna verbleef Raymond in Limoux als een vazal van de graaf van Foix tot het Verdrag van Parijs dat in 1229 werd getekend, waarin de gebieden van de Trencavels definitief werden overgedragen aan de Franse kroon. Toen zijn titels en landerijen waren afgenomen ging hij in ballingschap en verbleef hij onder andere aan het hof van Aragon. In 1240 lanceerde hij een aanval op Carcassonne, maar een koninklijk leger verdreef hem en Raymond moest uitwijken naar Montréal, waar hij vervolgens zelf belegerd werd. Hij ontsnapte en verbleef in ballingschap tot 1247 en nam het jaar daarop deel aan de Zevende Kruistocht op bevel van Lodewijk IX.
Er is van hem bekend dat hij na zijn dood in 1267 een vrouw en twee zoons achterliet, Roger en Raymond Roger. Zijn zoons namen zelf de naam de Béziers aan en daarmee verdween de naam Trencavel definitief uit de Franse geschiedenis.